# Audition (film)
Audition (japanska: Ôdishon オーディション)   är en japansk thriller/skräckfilm från 1999 i regi av Takashi Miike, baserad på en bok av Ryu Murakami. Den ses ibland som ett av Miikes största verk vid sidan av Ichi the Killer. Precis som Ichi the killer innehåller Audition en hel del surrealistiska inslag.

## Handling
Shigeharu Aoyama är en medelålders änkling som inte har varit med en kvinna på en längre tid. Hans son Shigehiko är av åsikten att hans ensamma pappa borde träffa en kvinna och gifta om sig, gärna en med intresse för finkultur. En kollega på Shigeharus jobb bestämmer sig slutligen för att anordna en audition där han låter ett flertal unga kvinnor söka rollen som Shigeharus nya hustru.
Knappt någon av de ansökande kvinnorna faller Shigeharu i smaken då han uppfattar de som alltför "genomsnittliga" och alldagliga, utom den ganska tystlåtna Asami som står sist på listan. Shigeharu väljer henne men det tar inte lång tid innan han börjar förstår att Asami döljer en mörk sida hos sin personlighet.

## Rollista
- Eihi Shiina: Asami Yamazaki
- Ryo Ishibashi: Shigeharu Aoyama
- Tetsu Sawaki: Shigehiko Aoyama
- Jun Kunimura: Yashuhisa Yoshikawa
- Miyuki Matsuda: Ryoko Aoyama
- Yuuto Arima: Shigehiko som barn
- Ayaka Izumi: Asami som barn